# Luc Leblanc
Luc Leblanc (Limoges, 4 augustus 1966) is een voormalig Frans wielrenner.
Leblanc finishte driemaal bij de beste zes in het eindklassement van de Ronde van Frankrijk en won in 1994 en 1996 tevens een Touretappe. Zijn grootste zege was echter het wereldkampioenschap in 1994. Daarnaast won Leblanc diverse kleine wedstrijden, zoals de GP Ouest France-Plouay, de Midi Libre en de GP van Wallonië. In 1992 werd hij Frans kampioen.
Na de Tour de Dopage van 1998, waarin hij regelmatig als woordvoerder van de wielrenners had opgetreden, kon Leblanc geen nieuw team meer vinden en kwam zijn carrière ten einde. Hij bekende epo gebruikt te hebben.

## Belangrijkste overwinningen
1988
- GP Ouest France-Plouay
- 2e etappe Ronde van Amorique

1990
- Ronde van de Haut-Var
- GP van Wallonië

1991
- 5e etappe Midi Libre

1992
- Frans kampioen op de weg, Elite
- Proloog Midi Libre
- 4e etappe Midi Libre
- Eindklassement Midi Libre
- 2e etappe Dauphiné Libéré

1993
- 1e etappe Ronde van de Vaucluse
- 5e etappe Mi-Août Bretonne

1994
- WK op de weg, Elite
- 11e etappe Ronde van Frankrijk
- 1e etappe Bicicleta Vasca

1996
- 7e etappe Ronde van Frankrijk
- 7e etappe Dauphiné Libéré
- 5e etappe Route du Sud

## Resultaten in voornaamste wedstrijden
| Jaar | Ronde van Italië | Ronde van Frankrijk | Ronde van Spanje |
| ---- | ---------------- | ------------------- | ---------------- |
| 1988 |                  |                     |                  |
| 1990 |                  | 73e                 |                  |
| 1991 |                  | 5e                  |                  |
| 1992 |                  | buiten tijd         |                  |
| 1993 | opgave           |                     |                  |
| 1994 |                  | 4e (1)              | 6e               |
| 1995 |                  |                     |                  |
| 1996 |                  | 6e (1)              |                  |
| 1997 | opgave           | opgave              |                  |
| 1998 | 34e              | opgave              |                  |

| Jaar | Milaan-San Remo | Amstel Gold Race | Luik-Bast.‑Luik | Ronde van Lombardije | Waalse Pijl | Bretagne Classic |  | WK op de weg |
| ---- | --------------- | ---------------- | --------------- | -------------------- | ----------- | ---------------- |  | ------------ |
| 1988 | 87e             |                  |                 |                      |             | Goud             |  |              |
| 1990 |                 |                  |                 |                      |             |                  |  |              |
| 1991 |                 | 67e              | 76e             |                      |             |                  |  | 47e          |
| 1992 |                 | 52e              | 58e             |                      |             | 30e              |  | 8e           |
| 1993 |                 |                  |                 |                      |             |                  |  |              |
| 1994 |                 |                  |                 |                      |             |                  |  | ↑            |
| 1995 |                 |                  |                 |                      | 27e         |                  |  |              |
| 1996 |                 |                  |                 | 41e                  | 18e         |                  |  | 18e          |
| 1997 | 104e            |                  | 4e              |                      | ↑           |                  |  |              |
| 1998 |                 |                  | 57e             |                      | 6e          |                  |  |              |